# 1951年ドイツグランプリ
1951年ドイツグランプリ (XIV Großer Preis von Deutschland) は、1951年F1世界選手権の第6戦として、1951年7月29日にニュルブルクリンクで開催された。

## レース概要
アルファロメオは再び4台の車両を投入した。地元ドライバーのパウル・ピーチがコンサルボ・サネージに代わって、ファンジオ、ファリーナ、ボネットと共に参戦した。シルバーストンでの初優勝に続いて、フェラーリも4台を投入した。ピエロ・タルッフィが再加入し、アスカリ、ヴィッロレージ、そしてイギリスグランプリの優勝者、フロイラン・ゴンザレスと共に参戦した。フェラーリは前戦に続いて最良の体制を続け、アスカリとゴンザレスが予選の1列目を確保した。ファンジオとファリーナがこれに続いてフロントローを確保し、ヴィッロレージ、タルッフィ、ピーチがセカンドローに並んだ。
決勝がスタートし、ファリーナが1ラップ目の終わりまでリードしたが、ファンジオ、アスカリ、ゴンザレスによって追い抜かれた。パウル・ピーチが5位を走行したが、2ラップ目で後方に沈んだ。ファリーナがオーバーヒートのためリタイアし、ファンジオがフェラーリに対抗できる唯一のアルファ・ロメオ・ドライバーであった。ファンジオが最初のピットインを行い、5ラップ目にアスカリがトップに立ったが、アスカリがピットインすると再びファンジオがトップに立つ。ピットストップ1回のフェラーリと対照的に、アルファ・ロメオは2回のピットストップを必要としたため、ファンジオは2回目のピットストップ後にもポジションを保持するため、第2スティントで大きなリードを確保する必要があった。しかし彼はリードを保てず、アスカリが15ラップ目にリードを取り戻した。エンジンの不調と3、4速だけが残ったギア（4速が一番高いギア）のため、アスカリが予期しないタイヤ交換を行ったにもかかわらず、ファンジオはアドバンテージを得ることができず、結果としてアスカリが自身初の優勝をファンジオに対して1分半以上の差を付けて勝ち取った。ゴンザレスが3位に入り、残るワークスフェラーリのヴィッロレージ、タルッフィより上回って表彰台に上った。
アスカリはこの勝利で選手権争いで2位に浮上する。首位のファンジオに対して10ポイント差と迫った。ファンジオは2位に対して前戦からリードを広げた。フロイラン・ゴンザレスは2戦連続の表彰台となり、ファリーナ、ヴィッロレージを抜いてランキング3位に浮上した。

## エントリーリスト
| No       | ドライバー                       | チーム                           | コンストラクター     | シャシー                 | エンジン                         | タイヤ |
| -------- | -------------------------------- | -------------------------------- | -------------------- | ------------------------ | -------------------------------- | ------ |
| 71       | アルベルト・アスカリ             | スクーデリア・フェラーリ         | フェラーリ           | フェラーリ・375          | フェラーリ Type 375 4.5 V12      | P      |
| 72       | ルイジ・ヴィッロレージ           | スクーデリア・フェラーリ         | フェラーリ           | フェラーリ・375          | フェラーリ Type 375 4.5 V12      | P      |
| 73       | ピエロ・タルッフィ               | スクーデリア・フェラーリ         | フェラーリ           | フェラーリ・375          | フェラーリ Type 375 4.5 V12      | P      |
| 74       | フロイラン・ゴンザレス           | スクーデリア・フェラーリ         | フェラーリ           | フェラーリ・375          | フェラーリ Type 375 4.5 V12      | P      |
| 75       | ファン・マヌエル・ファンジオ     | アルファロメオ SpA               | アルファロメオ       | アルファロメオ・159B     | アルファロメオ 1.5 L8s           | P      |
| 76       | ニーノ・ファリーナ               | アルファロメオ SpA               | アルファロメオ       | アルファロメオ・159B     | アルファロメオ 1.5 L8s           | P      |
| 77       | フェリーチェ・ボネット           | アルファロメオ SpA               | アルファロメオ       | アルファロメオ・159A     | アルファロメオ 1.5 L8s           | P      |
| 78       | パウル・ピーチ                   | アルファロメオ SpA               | アルファロメオ       | アルファロメオ・159      | アルファロメオ 1.5 L8s           | P      |
| 79       | トゥーロ・デ・グラッフェンリート | エンリコ・プラーテ               | マセラティ           | マセラティ・4CLT-48      | マセラティ 4 CL 1.5 L4s          | P      |
| 80       | パウル・ピーチ1                  | エンリコ・プラーテ               | マセラティ           | マセラティ・4CLT-48      | マセラティ 4 CL 1.5 L4s          | P      |
| 81       | モーリス・トランティニアン       | エキップ・ゴルディーニ           | シムカ・ゴルディーニ | シムカ・ゴルディーニ T15 | シムカ・ゴルディーニ 15C 1.5 L4s | E      |
| 82       | ロベール・マンヅォン             | エキップ・ゴルディーニ           | シムカ・ゴルディーニ | シムカ・ゴルディーニ T15 | シムカ・ゴルディーニ 15C 1.5 L4s | E      |
| 83       | アンドレ・シモン                 | エキップ・ゴルディーニ           | シムカ・ゴルディーニ | シムカ・ゴルディーニ T15 | シムカ・ゴルディーニ 15C 1.5 L4s | E      |
| 84       | ルイ・ロジェ                     | エキュリー・ロジェ               | タルボ・ラーゴ       | タルボ・ラーゴ T26C-DA   | タルボ 23CV 4.5 L6               | D      |
| 85       | ルイ・シロン                     | エキュリー・ロジェ               | タルボ・ラーゴ       | タルボ・ラーゴ T26C      | タルボ 23CV 4.5 L6               | D      |
| 86       | フィリップ・エタンセラン         | フィリップ・エタンセラン         | タルボ・ラーゴ       | タルボ・ラーゴ T26C-DA   | タルボ 23CV 4.5 L6               | D      |
| 87       | イブ・ジロー・カバントゥ         | イブ・ジロー・カバントゥ         | タルボ・ラーゴ       | タルボ・ラーゴ T26C      | タルボ 23CV 4.5 L6               | D      |
| 88       | ダンカン・ハミルトン             | ダンカン・ハミルトン             | タルボ・ラーゴ       | タルボ・ラーゴ T26C      | タルボ 23CV 4.5 L6               | D      |
| 89       | デヴィッド・マレー               | スクーデリア・アンブロジアーナ   | マセラティ           | マセラティ・4CLT-48      | マセラティ 4 CL 1.5 L4s          | D      |
| 90       | ピエール・ルヴェー               | ピエール・ルヴェー               | タルボ・ラーゴ       | タルボ・ラーゴ T26C      | タルボ 23CV 4.5 L6               | D      |
| 91       | ルディ・フィッシャー             | エキュリー・エスパドン           | フェラーリ           | フェラーリ・212          | フェラーリ Type 375 4.5 V12      | P      |
| 92       | トニ・ブランカ                   | アントニオ・ブランカ             | マセラティ           | マセラティ・4CLT-48      | マセラティ 4 CL 1.5 L4s          | P      |
| 93       | ジャック・スウォーターズ         | エキュリー・ベルジック           | タルボ・ラーゴ       | タルボ・ラーゴ T26C      | タルボ 23CV 4.5 L6               | D      |
| 94       | ジョニー・クレエ                 | エキュリー・ベルゲ               | タルボ・ラーゴ       | タルボ・ラーゴ T26C-DA   | タルボ 23CV 4.5 L6               | D      |
| 95       | プリンス・ビラ2                  | エキュリー・シャム               | マセラティ           | マセラティ・4CLT-48      | マセラティ 4 CL 1.5 L4s          | P      |
| 96       | エリック・ラングレン2            | エリック・ラングレン             | EL-フォード          | EL Special               | フォード V8                      | ?      |
| 97       | チコ・ランディ2                  | エスクーデリア・バンディランテス | マセラティ           | マセラティ・4CLT-48      | マセラティ 4 CL 1.5 L4s          | P      |
| Sources: |                                  |                                  |                      |                          |                                  |        |

^1 - パウル・ピーチはアルファロメオの78番車をドライブしたが、予選と決勝で別の車両を使用した。
^2 - プリンス・ビラ、エリック・ラングレン、チコ・ランディの3名はプラクティス前に撤退した。

## 結果

### 予選
| 順位 | No | ドライバー                       | チーム                | タイム  | 差       |
| ---- | -- | -------------------------------- | --------------------- | ------- | -------- |
| 1    | 71 | アルベルト・アスカリ             | フェラーリ            | 9:55.8  | -        |
| 2    | 74 | フロイラン・ゴンザレス           | フェラーリ            | 9:57.5  | + 1.7    |
| 3    | 75 | ファン・マヌエル・ファンジオ     | アルファロメオ        | 9:59.0  | + 3.2    |
| 4    | 76 | ニーノ・ファリーナ               | アルファロメオ        | 10:01.1 | + 5.3    |
| 5    | 72 | ルイジ・ヴィッロレージ           | フェラーリ            | 10:06.6 | + 10.8   |
| 6    | 73 | ピエロ・タルッフィ               | フェラーリ            | 10:12.9 | + 17.1   |
| 7    | 78 | パウル・ピーチ                   | アルファロメオ        | 10:15.7 | + 19.9   |
| 8    | 91 | ルディ・フィッシャー             | フェラーリ            | 10:23.8 | + 28.0   |
| 9    | 82 | ロベール・マンヅォン             | シムカ・ゴルディーニ  | 10:28.9 | + 33.1   |
| 10   | 77 | フェリーチェ・ボネット           | アルファロメオ        | 10:46.1 | + 50.3   |
| 11   | 87 | イブ・ジロー・カバントゥ         | タルボ・ラーゴ-タルボ | 10:52.8 | + 57.0   |
| 12   | 83 | アンドレ・シモン                 | シムカ・ゴルディーニ  | 10:57.5 | + 1:01.7 |
| 13   | 85 | ルイ・シロン                     | タルボ・ラーゴ-タルボ | 11:00.2 | + 1:04.4 |
| 14   | 81 | モーリス・トランティニアン       | シムカ・ゴルディーニ  | 11:07.5 | + 1:11.7 |
| 15   | 84 | ルイ・ロジェ                     | タルボ・ラーゴ-タルボ | 11:08.2 | + 1:12.4 |
| 16   | 79 | トゥーロ・デ・グラッフェンリート | マセラティ            | 11:25.6 | + 1:29.8 |
| 17   | 92 | トニ・ブランカ                   | マセラティ            | 11:26.7 | + 1:30.9 |
| 18   | 94 | ジョニー・クレエ                 | タルボ・ラーゴ-タルボ | 11:33.9 | + 1:38.1 |
| 19   | 90 | ピエール・ルヴェー               | タルボ・ラーゴ-タルボ | 11:41.9 | + 1:46.1 |
| 20   | 88 | ダンカン・ハミルトン             | タルボ・ラーゴ-タルボ | 11:49.3 | + 1:53.5 |
| 21   | 86 | フィリップ・エタンセラン         | タルボ・ラーゴ-タルボ | 11:52.9 | + 1:57.1 |
| 22   | 93 | ジャック・スウォーターズ         | タルボ・ラーゴ-タルボ | 12:09.1 | + 2:13.3 |
| 23   | 89 | デヴィッド・マレー               | マセラティ            | No time | -        |

### 決勝
| 順位 | No | ドライバー                       | チーム                | 周回 | タイム/リタイア原因 | グリッド | ポイント |
| ---- | -- | -------------------------------- | --------------------- | ---- | ------------------- | -------- | -------- |
| 1    | 71 | アルベルト・アスカリ             | フェラーリ            | 20   | 3:23:03.3           | 1        | 8        |
| 2    | 75 | ファン・マヌエル・ファンジオ     | アルファロメオ        | 20   | +30.5               | 3        | 7        |
| 3    | 74 | フロイラン・ゴンザレス           | フェラーリ            | 20   | +4:39.0             | 2        | 4        |
| 4    | 72 | ルイジ・ヴィッロレージ           | フェラーリ            | 20   | +5:50.2             | 5        | 3        |
| 5    | 73 | ピエロ・タルッフィ               | フェラーリ            | 20   | +7:49.1             | 6        | 2        |
| 6    | 91 | ルディ・フィッシャー             | フェラーリ            | 19   | +1 lap              | 8        |          |
| 7    | 82 | ロベール・マンヅォン             | シムカ・ゴルディーニ  | 19   | +1 lap              | 9        |          |
| 8    | 84 | ルイ・ロジェ                     | タルボ・ラーゴ-タルボ | 19   | +1 lap              | 15       |          |
| 9    | 90 | ピエール・ルヴェー               | タルボ・ラーゴ-タルボ | 18   | +2 laps             | 19       |          |
| 10   | 93 | ジャック・スウォーターズ         | タルボ・ラーゴ-タルボ | 18   | +2 laps             | 22       |          |
| 11   | 94 | ジョニー・クレエ                 | タルボ・ラーゴ-タルボ | 17   | +3 laps             | 18       |          |
| Ret  | 87 | イブ・ジロー・カバントゥ         | タルボ・ラーゴ-タルボ | 17   | アクシデント        | 11       |          |
| Ret  | 81 | モーリス・トランティニアン       | シムカ・ゴルディーニ  | 13   | エンジン            | 14       |          |
| Ret  | 77 | フェリーチェ・ボネット           | アルファロメオ        | 12   | マグネトー          | 10       |          |
| Ret  | 88 | ダンカン・ハミルトン             | タルボ・ラーゴ-タルボ | 12   | 油圧                | 20       |          |
| Ret  | 78 | パウル・ピーチ                   | アルファロメオ        | 11   | アクシデント        | 7        |          |
| Ret  | 83 | アンドレ・シモン                 | シムカ・ゴルディーニ  | 11   | エンジン            | 12       |          |
| Ret  | 76 | ニーノ・ファリーナ               | アルファロメオ        | 8    | オーバーヒート      | 4        |          |
| Ret  | 86 | フィリップ・エタンセラン         | タルボ・ラーゴ-タルボ | 4    | ギアボックス        | 21       |          |
| Ret  | 85 | ルイ・シロン                     | タルボ・ラーゴ-タルボ | 3    | イグニッション      | 13       |          |
| Ret  | 92 | トニ・ブランカ                   | マセラティ            | 3    | エンジン            | 17       |          |
| Ret  | 79 | トゥーロ・デ・グラッフェンリート | マセラティ            | 2    | エンジン            | 16       |          |

## 注
- 初優勝：アルベルト・アスカリ

## 第6戦終了時点でのランキング
|   | 順位 | ドライバー                   | ポイント |
| - | ---- | ---------------------------- | -------- |
|   | 1    | ファン・マヌエル・ファンジオ | 27 (28)  |
| 4 | 2    | アルベルト・アスカリ         | 17       |
| 1 | 3    | フロイラン・ゴンザレス       | 15       |
| 2 | 4    | ニーノ・ファリーナ           | 15       |
| 2 | 5    | ルイジ・ヴィッロレージ       | 15       |

- 注：トップ5のみ表示。ベスト4戦のみがカウントされる。ポイントは有効ポイント、括弧内は総獲得ポイント。